# 關山晃弘
關山晃弘，本名相同（日语：／ Sekiyama Akihiro，1976年1月2日—），日本男性動畫製作人。隸屬於BANDAI NAMCO Pictures。出身於神奈川縣。妻子原由美子為動畫師。
近年來別名參加動畫製作。

## 來歷、人物
1997年3月進入STUDIO COMET之後，做過製作進行、設定製作、製作主任。2004年的電視動畫《校園迷糊大王》成為擔任製作人的處女作。於STUDIO COMET任職15年後，2012年移籍diomedéa。
- 1994年從光明學園相模原高等學校普通科（日语：相模原高等学校 (私立)）畢業[1]。
- 1996年從東京法科學院専門學校（日语：東京法科学院専門学校）畢業[1]。
- 1997年從代代木動畫學院畢業[1]。同年3月進入動畫公司STUDIO COMET[1]。
- 2007年至2008年，diomedéa的前身「巴塞羅耶工作室」成立之後，調往巴塞羅耶工作室。
- 2012年4月1日起移籍Triple A（日语：Triple A (アニメ制作会社)）[1]，並就任副董事[1][3]，8月辭去Triple A的副董事[1]，10月進入diomedéa[1]。
- 2013年6月，與動畫師原由美子結婚[2]。
- 2016年4月移籍BANDAI NAMCO Pictures（日语：バンダイナムコピクチャーズ）。

## 參加作品

### 電視動畫
- （1997年，製作進行）
- 頭文字D (第1季)（1998年，製作進行）
- 發明小子（日语：発明BOYカニパン）（1998年，製作主任、製作進行）
- 超級發明小子（日语：超発明BOYカニパン）（1999年，製作主任、製作進行）
- 將太的壽司（1999年，製作主任）
- 仙魔大戰2000（日语：ビックリマン2000）（2000年－2001年，製作主任）
- 戀愛占卜師（2001年－2002年，製作主任）
- 哨聲響起（2002年，製作主任）
- 真·女神轉生D 惡魔之子 光之書與闇之書（2003年，設定製作）
- 棉花糖樂園（2004年－2005年，製作主任）[注 3]
- 校園迷糊大王（2004年，線上製作人）
- 我愛美樂蒂（2005年－2006年，製作人）
- 極速方程式（2005年－2006年，線上製作人）
- 校園迷糊大王 二學期（2006年，製作人）
- 神聖十月（2007年，製作人）
- 萌少女的戀愛時光（2007年，線上製作人）[注 4]
- 乃木坂春香的秘密（2008年，線上製作人）[注 5]
- 浪漫追星社（2009年，線上製作人）
- 寶石寵物 Twinkle☆（2010年，動畫製作人）
- 寶石寵物 Sunshine（2011年，動畫製作人）
- 問題兒童都來自異世界？（2013年，動畫製作人）
- 銀狐（2013年，動畫製作人）
- 我的腦內戀礙選項（2013年，動畫製作人）
- 惡魔的謎語（2014年，動畫製作人）
- 美男高校地球防衛部LOVE！（2015年，動畫製作人）
- 聖劍使的禁咒詠唱（2015年，動畫製作人）
- 空戰魔導士培訓生的教官（2015年，動畫製作人）
- HEYBOT！（日语：ヘボット!）（2016年，製作人）
- Classica Loid（2017年，動畫製作人）
- B-PROJECT ～鼓動＊Ambitious～（2019年，製作人）
- 入間同學入魔了！（2019年－2020年，動畫製作人）

### OVA
- 校園迷糊大王 一學期補習（2005年，製作人）
- 校園迷糊大王 三學期（2008年，線上製作人）
- 動畫「冬季戀歌」～另一個物語～ 序章（2009年，動畫製作人）
- 寶貝公主 3D天堂0（2011年，動畫製作人）

## 腳註

## 外部連結
- （日語）－關山晃弘的官方個人部落格。
- 關山晃弘的X（前Twitter） （日語）
- 關山晃弘的Facebook專頁 （日語）